# 波旁莱班
波旁莱班（法語：Bourbonne-les-Bains，法語發音：[buʁbɔn le bɛ̃]）是法国上马恩省的一个市镇，属于朗格勒区。波旁莱班以治疗性的含硫温泉闻名。每年有超过一万人到此疗养。

## 地理
波旁莱班（47°57'14"N, 5°44'58"E）面积64.93 平方千米，位于法国大東部大區上马恩省，该省份为法国东北部内陆省份，北起马恩省和默兹省，西接奥布省，西南接科多尔省，东南接上索恩省，东临孚日省。
与波旁莱班接壤的市镇（或旧市镇、城区）包括：阿庞斯河畔弗雷讷、拉讷韦勒、默莱、蒙沙尔沃、默兹河畔勒沙特莱、塞尔克、瑟奈德、瓦塞、下夸菲、上夸菲。

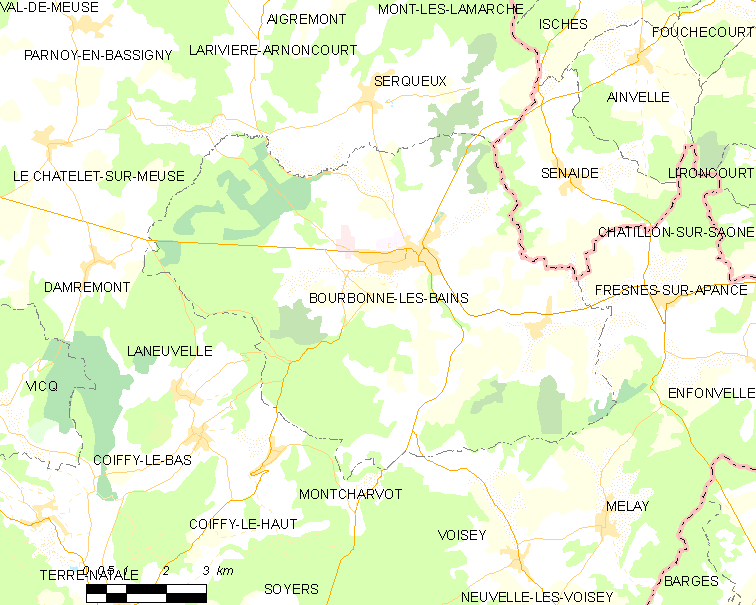
波旁莱班的OSM定位图

波旁莱班的时区为UTC+01:00、UTC+02:00（夏令时）。

## 行政
波旁莱班的邮政编码为52400，INSEE市镇编码为52060。

## 政治
波旁莱班所属的省级选区为波旁莱班县。

## 人口

1962-2008年间波旁莱班人口变化图示

波旁莱班于2022年1月1日时的人口数量为1969人。